# Siedlung Uhlenhorst
Die Siedlung Uhlenhorst ist ein Wohnplatz der Gemeinde Heidesee im Landkreis Dahme-Spreewald in Brandenburg.
Der Wohnplatz gehört zum Gemeindeteil Gräbendorf, der im westlichen Teil der Gemarkung Heidesees liegt. Nördlich ist der Ortsteil Senzig der Stadt Königs Wusterhausen. Es folgen im Uhrzeigersinn die weiteren Gemeindeteile von Heidesee Gussow sowie Gräbendorf. Im Südwesten grenzt der Ortsteil Pätz der Gemeinde Bestensee an den Wohnplatz; nördlich liegt der Gemeindeteil Körbiskrug (zu Zeesen bzw. Königs Wusterhausen). Eine Zufahrt ist von der Bundesstraße 246 über die Straße Uhlenhorst möglich, die nördlich der Bundesstraße abzweigt und den Wohnplatz erschließt.